# Schistidium holmenianum
Schistidium holmenianum là một loài Rêu trong họ Grimmiaceae. Loài này được Steere & Brassard mô tả khoa học đầu tiên năm 1976.